# Giambattista Bodoni
Giambattista Bodoni (Saluzzo, Italia, 26 de febrero de 1740 – Parma, 1813) fue un impresor y tipógrafo italiano, autor de varios tipos de letra célebres que todavía se utilizan en la actualidad.

## Biografía
Su padre le enseñó sus habilidades de impresor cuando él era muy pequeño. Al cumplir su mayoría de edad, Bodoni empezó a trabajar como tipógrafo en la imprenta de la Congregación para la Defensa de la Fe, que se encontraba en Roma; el director de dicha Congregación se suicidó en 1766, tras lo que Bodoni decidió abandonarla. Tiempo después el duque Fernando de Parma lo nombra director de la Imprenta Real para la supervisión de impresión y la producción de elegantes ediciones. Bodoni demostró su talento, ya que era un tipógrafo innovador; en sus obras se aprecia el cuidado de sus formas y soportes, así como la armonía expresiva.
Hacia el año 1770, Bodoni creó un taller de fundición de tipos, en el cual edita su primera obra tipográfica, Fregie Majuscole (1782), y dos décadas más tarde creó su propia imprenta. Sus ediciones fueron muy exitosas por su alta calidad y la elegancia en la utilización de ilustraciones.
En 1788 fue publicado el primer volumen de su Manuale tipográfico, el más importante tratado sobre tipografía de la época. Este manual contiene 600 láminas, 100 alfabetos romanos, 50 itálicos y 28 griegos; además, en él se encuentran los primeros tipos modernos: refinados y rigurosos. Bodoni incluyó en el manual cuatro principios que constituyen la belleza de una tipografía: uniformidad o regularidad de los diseños, elegancia y nitidez, buen gusto, y por último, el encanto, es decir, la impresión debe hacerse con paciencia y cuidado, como un acto de amor.

## Influencias
Algunos rediseños modernos de tipos de Bodoni son:
- ATF Bodoni, de M. F. Benton (1907–1915)
- Mergenthales Linotype Bodoni (1914–1916)
- Haas Bodoni (1924–1939)
- Bauer Bodoni, de Louis Hoell (1924)
- Berthold Bodoni (1930).